# Universo ecpirotico

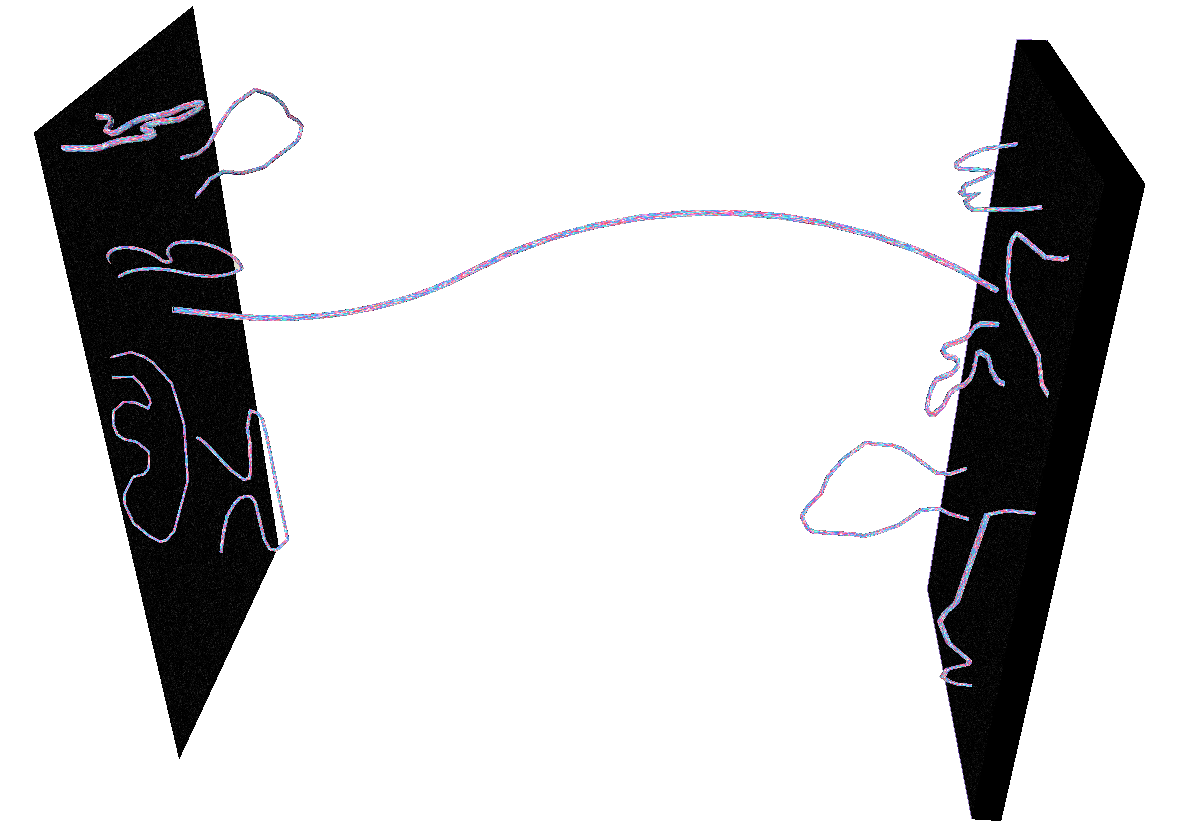
I mondi-brana: brane parallele a tre dimensioni (d-brane) composte da brane a due dimensioni (p-brane), a loro volta contenenti le stringhe; nella figura, una stringa le collega, e le due brane possono accidentalmente collidere in un Big Splat ecpirotico

L'universo ecpirotico (in originale ekpyrotic universe o ekpyrotic scenario, dal termine filosofico "ecpirosi", in greco antico «[uscito] fuori dal fuoco», nel significato di "conflagrazione universale", "fine del mondo in un grande incendio cosmico" da cui rinasce un nuovo mondo), chiamato anche modello di Steinhardt-Turok o Big Splat (grande schiacciamento), è un modello cosmologico proposto dai fisici teorici Paul Steinhardt e Neil Turok all'inizio degli anni 2000. Deriva dalla teoria delle stringhe, in particolare del mondo-brana e del multiverso, nell'ambito delle teorie dell'universo ciclico. Gli ideatori si sono basati sulle idee di Justin Khoury, Gabriele Veneziano e Burt Ovrut.
L'evento della collisione gravitazionale tra brane, il Big Splat, è visto come un fenomeno che dà origine al Big Bang, eliminando la singolarità iniziale prevista dalla relatività generale e integrandosi parzialmente col modello inflazionario, in quanto spiega cosa avvenne nella fase precedente al Big Bang, non gli eventi successivi. Va rilevato tuttavia che evoluzioni più recenti della teoria dell'inflazione spiegherebbero autonomamente l'origine del Big Bang.
L'enorme conflagrazione produrrebbe calore ed energia altissimi, tali da generare un'esplosione gigantesca e dare vita a un nuovo universo in espansione accelerata, effetto di un'energia oscura residuo della collisione gravitazionale. La gravità della brana vicina sarebbe percepita come materia oscura. L'espansione proseguirebbe fino ad arrivare a una nuova collisione e a un nuovo Big Bang, e così all'infinito.  Il modello ecpirotico è considerato parzialmente una teoria di cosmologia non standard, in quanto, pur rispettando i parametri fondamentali del modello Lambda-CDM, non vi rientra completamente.

## I due protouniversi e la collisione
Il punto fondamentale di questa teoria è considerare il Big Bang come un momento importante nella formazione del nostro universo, ma non come momento iniziale e unico.
Secondo i teorici del Big Splat, prima della grande esplosione vi sarebbero stati due "protouniversi" separati, entrambi perfettamente piatti secondo le leggi della geometria euclidea ed estesi, come il nostro, su quattro dimensioni (tre spaziali e una temporale). Essi sono piatti, in quanto questa è la più accreditata forma dell'universo. In questi due universi non vi sarebbe stata materia come oggi la intendiamo, bensì onde gravitazionali. Queste brane fluttuerebbero in un iperspazio detto anche bulk.
Per far sì che questo modello funzioni, è necessario considerare le particelle non più come unità puntiformi adimensionali, con i problemi che ne conseguono e che sono indicati dalla meccanica quantistica, ma come stringhe ad una dimensione. Queste stringhe introducono l'esistenza di ulteriori dimensioni (11 in totale) e una in particolare, la settima di quelle extra (oltre le prime 4), che dividerebbe i due universi.

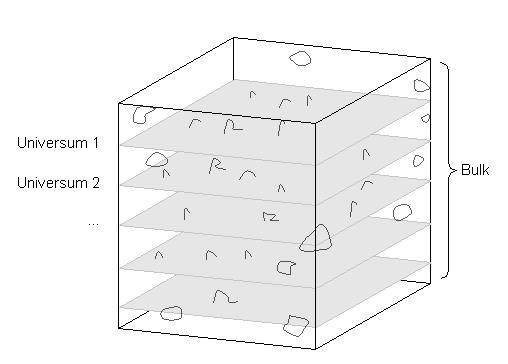
L'iperspazio detto bulk e le brane

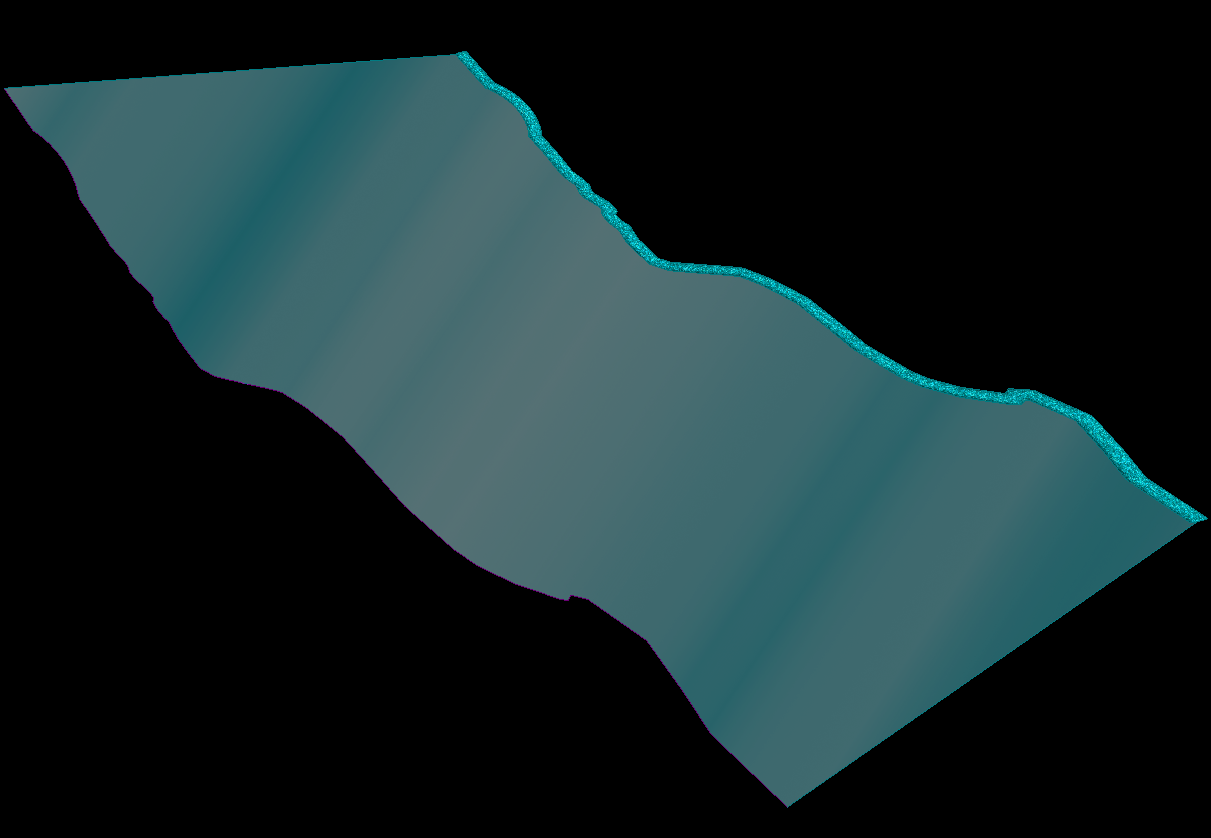
Superficie di una brana-universo

Il Big Splat si sarebbe verificato quando i due universi preesistenti avrebbero avuto una collisione gravitazionale, o meglio delle collisioni in più parti (a causa di alcune fluttuazioni quantistiche casuali), arrivando così, in uno dei due che sarebbe poi diventato il nostro universo, a causare il Big Bang. Al momento del Big Splat alcune parti dei due Universi colliderebbero infatti in anticipo rispetto ad altre, formando una quantità non uniforme di radiazione (la stessa non-uniformità viene spiegata nel modello inflazionario a causa di fluttuazioni quantistiche nel campo dell'inflatone). Questo modello, apparentemente assurdo, ha solide basi nella teoria M, secondo la quale la settima dimensione dovrebbe trovarsi compressa fra due brane: nel modello ciclico, i due universi in continua collisione sono separati proprio dalla settima dimensione. L'altro protouniverso avrebbe continuato ad esistere indipendentemente o collimare anch'esso in un analogo Big Bang.
Il nostro universo, una brana tridimensionale (una delle due o una terza brana invisibile di nuova formazione), è quindi in continua collisione con un universo parallelo separato da una brevissima distanza nelle dimensioni extra. Con un periodo di qualche migliaio di miliardi di anni (circa 1 bilione di anni, ossia 1000000000000 o 1012), i due universi collidono in un Big Splat. Al momento della collisione, in ciascuno dei due Universi si libera una grande quantità di radiazione, che dovrebbe essere pari a quella originata dalle oscillazioni dell'inflatone secondo la teoria dell'inflazione. 
Turok e Steinhardt hanno fatto anche riferimento al racconto di Isaac Asimov L'ultima domanda per spiegare a livello divulgativo la loro teoria.
(I. Asimov, L'ultima domanda)

Secondo gli autori 

## Dimensioni extra
Le dimensioni extra introdotte con le stringhe sarebbero rimaste secondo la teoria "arrotolate" su loro stesse nei secondi immediatamente successivi il Big Bang, rimanendo confinate in uno spazio ridottissimo e quindi non percepibile ai nostri sensi. 
Queste dimensioni invisibili giacerebbero inestese nel microcosmo e non sarebbero, in teoria, più piccole della lunghezza di Planck, detta anche lunghezza di stringa. Le dimensioni extra delle stringhe, finora non rilevate, si contrarrebbero ad un certo punto sotto l'effetto della gravità delle brane, generando una nuova collisione e un nuovo Big Bang.

## Il multiverso
A differenza del modello più accreditato dell'inflazione cosmica (inflazione eterna), il modello non postula per forza un multiverso non osservabile, ma un ciclo continuo che dà vita al nostro universo, e solamente (almeno nella teoria iniziale) due proto-universi a membrana. Tenta perciò di unire, nell'ambito della teoria delle stringhe – che ambisce a essere una teoria del tutto – le forze fondamentali, la teoria della meccanica quantistica e della relatività generale con le loro previsioni matematiche e fisiche, e le osservazioni riguardanti la materia oscura, l'energia oscura, l'accelerazione dell'universo, il Big Bang, la stessa inflazione e tutte le caratteristiche visibili nell'universo osservabile, spiegando l'inizio e la fine dell'universo attuale.

## La materia e l'energia oscura

Le brane e la materia oscura

Nella teoria del mondo-brana e dell'universo ecpirotico, la materia oscura non è altro che la forza di gravità di un'altra brana e della materia ordinaria da essa contenuta, vicina ma invisibile, costituita da stringhe; alcune di queste stringhe sono visibili come particelle e collegano le brane, e ad esse è legata anche la gravità.
L'energia oscura è invece un'energia repulsiva prevalente nei proto-universi come una sorta di "gravità extra", che nell'universo è utile a svuotare ogni brana dall'universo prodotto su di essa, rendendo la materia dispersa e preparando la nuova collisione, e rendendole parallele; inoltre essa funge da stabilizzatore: in questo modo una fluttuazione quantistica più energica provocata dal Big Splat/Big Crunch delle brane non allontanerebbe troppo le brane stesse e gli universi che contengono. Le brane possono così di nuovo incontrarsi sotto la spinta della normale forza di gravità, senza allungare troppo il ciclo cosmico.
L'energia oscura inizialmente deriva dalle precedenti collisioni, rappresentando un residuo dell'attrazione gravitazionale e un'energia del vuoto, non una forza a sé stante. Anche per effetto della gravità dell'altra brana, essa aumenta l'accelerazione di espansione quando le brane lentamente si avvicinano, esaurita la spinta della collisione (costante cosmologica). Materia oscura ed energia oscura quindi hanno una comune origine, nella gravità del mondo-brana invisibile.
Tramite una sorta di selezione naturale cosmologica nello spazio, nella variante a multiverso (teoria M), oppure una selezione nel tempo, il nostro universo si sarebbe evoluto e sarebbe sopravvissuto e ospitale per la vita dei suoi componenti, con un perfetto equilibrio delle forze, come la gravità.

## Critiche
Alcuni criticano il Big Splat ed il modello ciclico in quanto ritenuto una versione, seppur particolare, della teoria del multiverso, sviluppatasi tramite varie interpretazioni dal dopoguerra in poi, e una derivazione della teoria delle stringhe, ritenuta priva di falsificabilità e non scientifica.

## Sperimentazioni
In primo luogo, una conferma sperimentale della teoria delle stringhe, ed in particolar modo della teoria M, porterebbe a considerare veritiero il Big Splat (una delle finalità scientifiche di Large Hadron Collider va proprio in questo senso). Una eventuale rilevazione, in futuro, delle onde gravitazionali derivanti dall'origine dell'Universo invaliderebbero la teoria dell'universo ciclico e del Big Splat, in quanto espressamente non previste dopo le collisioni, cosa invece prevista dal modello inflazionario che verrebbe candidata come teoria principale dell'origine dell'universo. 

### Le onde gravitazionali
Il modello ciclico può essere sottoposto a sperimentazioni in grado di dimostrarne la validità. In primo luogo, il modello ciclico si basa interamente sulla teoria M e, più in generale, sulla teoria delle superstringhe: se quest'ultima teoria venisse invalidata dai dati sperimentali, il modello ciclico e la stessa teoria dei mondi-brana risulterebbero false. In secondo luogo, un esperimento più diretto per confermare il modello inflazionario, ed invalidare la teoria dei mondi-brana, potrebbe essere effettuato da sonde in grado di rivelare le onde gravitazionali: secondo il modello inflazionario, infatti, le oscillazioni dell'inflatone hanno portato a distorsioni dello spazio-tempo (delle onde gravitazionali) percepibili anche nell'Universo attuale, mentre nel modello ciclico il Big Splat non origina onde gravitazionali. Una verifica del modello ciclico che ne confermi la validità potrebbe rappresentare una prova sperimentale a favore della stessa teoria delle superstringhe. 
In riferimento ai dati di BICEP2 del marzo 2014 che confermerebbero la veridicità della teoria inflazionaria (cosa che ha fatto abbandonare la sua teoria a Steinhardt, che è tornato a sostenere l'inflazione, salvo poi cambiare nuovamente idea dopo poco), Michio Kaku, esperto di teoria M, afferma che il Big Splat non contraddice l'inflazione o il Big Bang, bensì vuole dare una spiegazione del perché siano avvenuti, occupandosi di ciò che avvenne prima della nascita dell'attuale universo. Non essendo rilevate, a un'attenta analisi dei dati, le onde gravitazionali, il modello resta ancora fattibile e verificabile. Comunque, il multiverso dell'inflazione eterna, specie la cosiddetta teoria delle bolle, ha somiglianze con quello delle brane, che talvolta sono state descritte come bolle di forma particolare, ma in esso il nostro universo non è ciclico.

### Le possibili sperimentazioni
In primo luogo il modello ciclico ecpirotico potrebbe essere dichiarato veritiero se:
- si verificasse l'osservazione di una stringa (molto difficile a causa della dimensione)
- si verificasse una predizione della teoria delle stringhe o delle superstringhe

Anche esperimenti astronomici potrebbero fornire validità a queste teorie. Affermando che la struttura fondamentale della natura è fatta di stringhe e non di punti, la teoria delle stringhe stabilisce la scala minima con cui possiamo considerare il mondo (la lunghezza delle stringhe). Per provare a risolvere questa dicotomia, un gruppo di fisici della Towson University ha sostenuto che, calcolando le posizioni dei pianeti del sistema solare, i ricercatori possano trovare nuovi limiti oltre i quali è possibile misurare gli effetti della teoria delle stringhe, trovando allo stesso tempo prove della violazione del principio di equivalenza einsteiniano. Queste prove al momento sono state solo ipotizzate, ma dovrebbero comprendere la leggera violazione di tre leggi della fisica astronomica: la terza legge di Keplero, il principio dei punti di Lagrange e la polarizzazione orbitale, anche conosciuta come effetto Nordtvedt, una delle prove della relatività generale (assieme alle contestate onde gravitazionali).

## Le fasi del multiverso ecpirotico secondo Turok
(Neil Turok)
1. esistenza infinita di tempo e universi;
2. scontro fra le brane;
3. Big Splat o Big Bang ecpirotico;
4. possibile inflazione;
5. formazione del nostro universo (nella nostra brana) e di possibili altri universi;
6. possibile nuovo scontro tra brane e "amnesia cosmica", con nuovo universo.[4]